# البقاشين
البقاشين إحدى قرى مركز كفر شكر التابع لمحافظة القليوبية بجمهورية مصر العربية.

## السكان
بلغ عدد سكان البقاشين 8,814 نسمة، حسب الإحصاء الرسمي لعام 2006.